# Teddy Swims

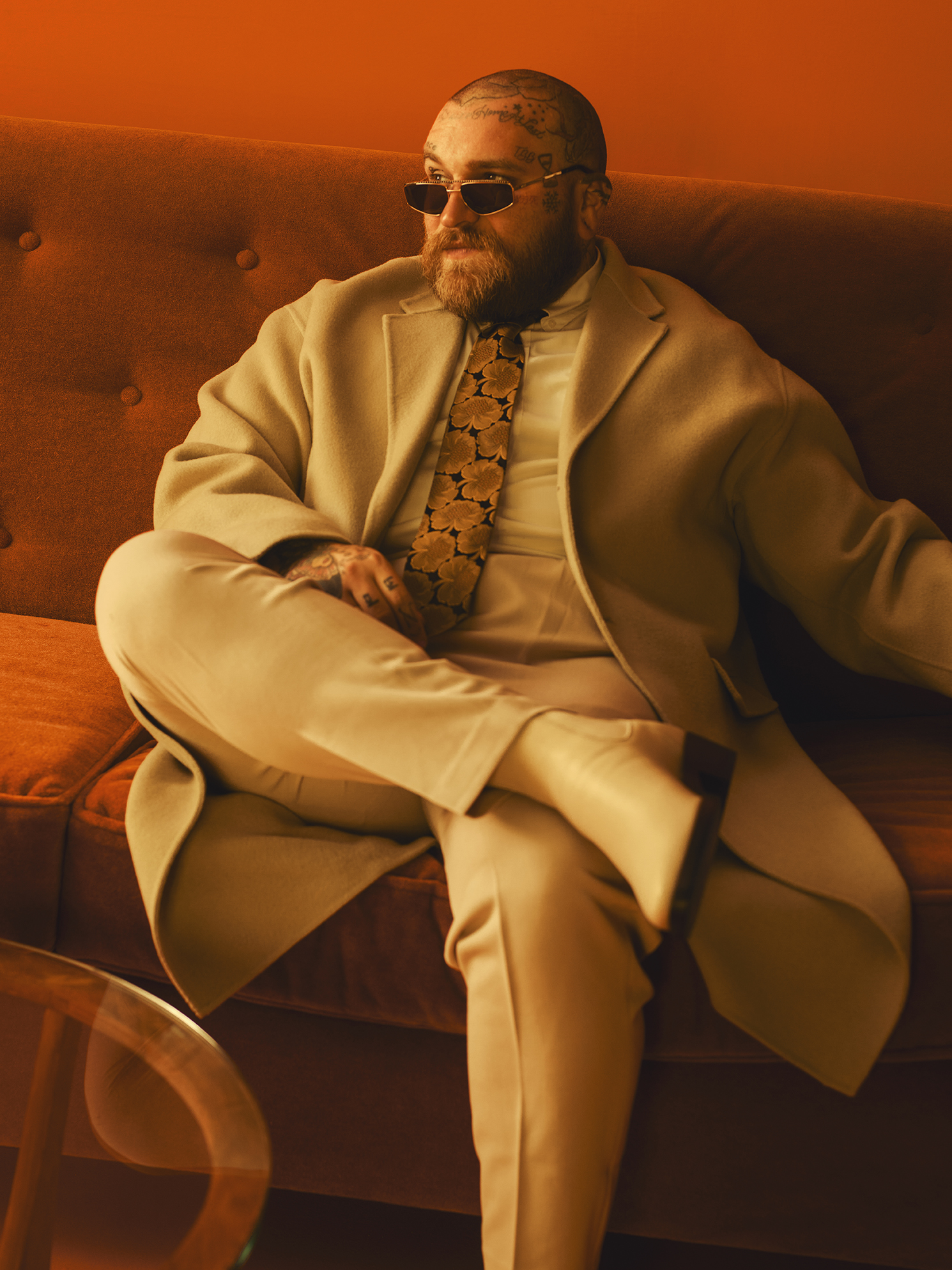
Teddy Swims (2023)

Teddy Swims (* 25. September 1992 in Atlanta; eigentlich Jaten Collin Dimsdale) ist ein US-amerikanischer Singer-Songwriter. Seinen Durchbruch hatte er international 2023 mit dem Nummer-eins-Hit Lose Control.

## Biographie
Teddy Swims, ein Akronym für Someone Who Isn't Me Sometimes, wurde am 25. September 1992 als Jaten Dimsdale in Atlanta, Georgia, in den Vereinigten Staaten geboren. Er wuchs in einer footballbegeisterten Familie auf und übte diese Sportart bis zur zehnten Klasse in der Highschool aus.
Seine musikalische Karriere begann in der Schule, wo es ein Musiktheater gab, in dem er neben Schauspiel- auch Gesangsunterricht erhielt und an den Aufführungen mehrere Stücke teilnahm, darunter Damn Yankees, Children of Eden und Rent.
Im Jahr 2019 begann Swims in experimenteller Absicht, Coversongs auf seinem YouTube-Kanal online zu stellen, startend mit Michael Jacksons Rock with You zu dessen zehntem Todestag, gefolgt von Lewis Capaldis Someone You Loved. In den folgenden Monaten erweiterte Swims sein musikalisches Portfolio um Aufnahmen von George Strait und H.E.R. sowie von Chris Stapleton, Amy Winehouse, ergänzt durch Musikstücke von Khalid. Ebenso beteiligte er sich an den Soloauftritten von Tyler Carter, dem Leadsänger der Band Issues, als dieser seinen Freund, den Produzenten Addy Maxwell, der ihn gebeten hatte, zu seinen Beats zu rappen, als Supporting Act einlud.
Aufgrund steigender Zuhörerzahlen und positiver Bewertungen nahm Warner Records Swims Anfang 2020 unter Vertrag. Kurz darauf erschien das erste eigenständige Musikstück Picky, gefolgt von Broke gegen Ende des Jahres, gemeinschaftlich aufgenommen mit Thomas Rhett. Im Jahr darauf veröffentlichte Swims seine Debüt-EP Unlearning, gefolgt von den EPs A Very Teddy Christmas (2021), Tough Love (2022) und Sleep Is Exhausting (2022).
Im September 2023 erschien das Debütalbum I’ve Tried Everything But Therapy (Part I), dessen Singleauskopplung Lose Control Anfang 2024 weltweit Beachtung fand und sich in diversen Charts auf den vordersten Rängen platzieren konnte, so unter anderem auf Platz 1 der Billboard Hot 100 Charts in den Vereinigten Staaten. Des Weiteren erreichte der Stream des Songs mehr als 2,3 Milliarden Aufrufe und wurde in Spotifys "Billions-Club" aufgenommen.
Im Januar 2025 veröffentlichte Swims mit I’ve Tried Everything But Therapy (Part 2) den zweiten Teil seines Debütalbums.

## Diskografie
Studioalben

| Jahr | Titel Musiklabel                                                                                     | Höchstplatzierung, Gesamtwochen, AuszeichnungChartplatzierungen (Jahr, Titel, Musiklabel, Platzierungen, Wochen, Auszeichnungen, Anmerkungen) | Höchstplatzierung, Gesamtwochen, AuszeichnungChartplatzierungen (Jahr, Titel, Musiklabel, Platzierungen, Wochen, Auszeichnungen, Anmerkungen) | Höchstplatzierung, Gesamtwochen, AuszeichnungChartplatzierungen (Jahr, Titel, Musiklabel, Platzierungen, Wochen, Auszeichnungen, Anmerkungen) | Höchstplatzierung, Gesamtwochen, AuszeichnungChartplatzierungen (Jahr, Titel, Musiklabel, Platzierungen, Wochen, Auszeichnungen, Anmerkungen) | Höchstplatzierung, Gesamtwochen, AuszeichnungChartplatzierungen (Jahr, Titel, Musiklabel, Platzierungen, Wochen, Auszeichnungen, Anmerkungen) | Anmerkungen                                                  | [↑]: gemeinsam behandelt mit vorhergehendem Eintrag; [←]: in beiden Charts platziert |
| Jahr | Titel Musiklabel                                                                                     | DE | AT | CH | UK | US | Anmerkungen                                                  |                                                                                      |
| ---- | --- | --- | --- | --- | --- | --- | ------------------------------------------------------------ | ------------------------------------------------------------------------------------ |
| 2023 | I’ve Tried Everything but Therapy (Part 1) Warner Records (WMG)                                      | DE31 (… Wo.)DE | AT58 (2 Wo.)AT | CH29 (… Wo.)CH | UK12 Gold · (… Wo.)UK | US17 Gold · (… Wo.)US | Erstveröffentlichung: 15. September 2023 Verkäufe: + 850.000 |                                                                                      |
| 2024 | I’ve Tried Everything but Therapy (Part 1.5) Warner Records (WMG)[DE: ↑][AT: ↑][CH: ↑][UK: ↑][US: ↑] | DE31 (… Wo.)DE | AT58 (2 Wo.)AT | CH29 (… Wo.)CH | UK12 Gold · (… Wo.)UK | US17 Gold · (… Wo.)US | Erstveröffentlichung: 26. April 2024                         |                                                                                      |
| 2025 | I’ve Tried Everything but Therapy (Part 2) Warner Records (WMG)                                      | DE7 (… Wo.)DE | AT9 (2 Wo.)AT | CH6 (… Wo.)CH | UK2 (… Wo.)UK | US4 (… Wo.)US | Erstveröffentlichung: 24. Januar 2025                        |                                                                                      |